# ニカイア・ラテン戦争
ニカイア・ラテン戦争（ニカイア ラテンせんそう、英: Nicaean–Latin wars）とは、ラテン帝国を中心とする十字軍勢力とニカイア帝国との戦争である。この戦争は1204年に第4回十字軍が東ローマ帝国の首都コンスタンティノープルを攻め落としたことがきっかけで勃発した戦争である。ラテン帝国は東ローマ帝国の旧領内に新たに建国されたフランコクラティア諸国並びにヴェネツィア共和国の支援を受け、対するニカイア帝国はブルガリア帝国並びにジェノヴァ共和国の支援を受けた。この戦争はギリシャの諸勢力をも巻き込み、東ローマ帝国の残存国家のひとつであるエピロス専制侯国はラテン帝国側として参戦した。東ローマ皇帝の正当な継承者であると自負していたエピロス専制侯は、残存国家群の中で最大の勢力を誇ったニカイア帝国に東ローマ皇帝の座を取り返されることを危惧し、ニカイア帝国の敵であるラテン帝国と手を組んだのであった。1261年、ニカイア帝国は帝都コンスタンティノープルをラテン帝国から奪還し無事に東ローマ帝国を再興することに成功したが、両帝国の争いは終わることはなかった。パレオロゴス朝の下で復活した東ローマ帝国は、アカイア公国やアテネ公国が勢力を広げるギリシャ南部やエーゲ海に浮かぶ島々の奪還遠征に乗り出し、15世紀までそれによる紛争が続いたのである。またアンジュー朝ナポリ王国を中心とするラテン勢力もラテン帝国の復興を目指して東ローマ帝国への攻撃を続けた。

## 背景

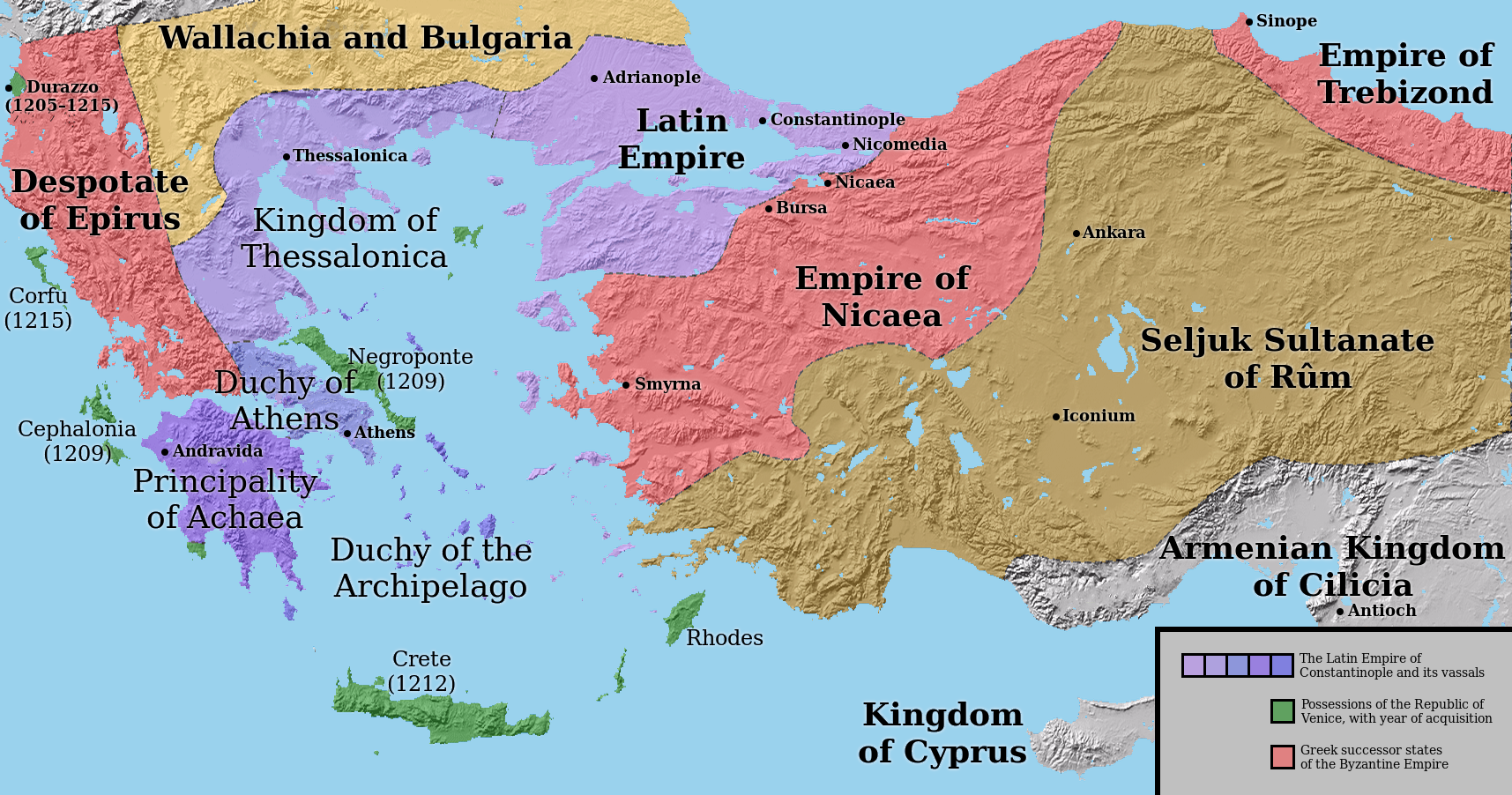
第4回十字軍の後に十字軍諸侯らの間で分割された東ローマ帝国の遺領を示した地図

十字軍に参加した諸侯らはローマ教皇インノケンティウス3世の命令を無視し、同じキリスト教国の東ローマ帝国を攻撃し、1204年に帝都コンスタンティノープルを攻め落とし略奪するという暴挙に出た。略奪後、十字軍はコンスタンティノープルを首都とする新たな帝国：ラテン帝国を建国した。東ローマ帝国の亡命貴族はニカイアで亡命政権：ニカイア帝国を建国し、東ローマ帝国の再興の機会をうかがっていた。

## 戦争の流れ

### アドラミティオンの戦い (1205年)
初代ラテン皇帝ボードゥアン1世の弟であったアンリ・ド・フランドルはアルメニア人に促され、現在のトルコ西部に位置する港町アドラミティオンの征服事業に乗り出した。アンリはダーダネルス海峡のヨーロッパ側にある港町アビドスに守備兵を残した上で出陣し、2日の行軍を経てアドラミティオン郊外に本陣を敷いた。アドラミティオンの街は程なくアンリ軍に降伏し、アンリは街を占領して東ローマ残党軍に対する前線基地としてこの町を利用した。
1205年3月19日、コンスタンティノス・ラスカリス（初代ニカイア皇帝テオドロス1世ラスカリスの兄）は十字軍に対する復讐を求め、アドラミティオン城壁の側に姿を現した。アンリは城内にとどまり身を隠すのを良しとせず、城門を開け重装騎兵と共に城外に打って出た。両軍は接近戦を繰り広げ、ラテン側が勝利を制した。アンリ軍は多くのニカイア軍を殺害し捕虜にとり、後日ニカイア側の多くの武器と財宝をも手に入れた。

### リンダコスの戦い (1211年)
アドラミティオンでの勝利のおかげでラテン帝国はニカイア帝国に対して有利な状況を作り出せた。しかし、ラテン帝国は同時にブルガリア帝国との紛争も抱えていたため、ニカイア帝国とは休戦条約を締結せざるを得なかった。結果、ラテン帝国がその優位性から得られたのはアナトリア半島の街ペガイとその周辺地域という小規模だけであった。そんな中、ニカイア帝国はルーム・セルジューク朝とメンデレス川沿いのアンティオキアという街の近郊で軍事衝突し、この戦いで多くの兵を失うという出来事が起きた。これを絶好の機会と見たアンリは軍を率いてペガイに上陸し、リンダクス川に沿って東征を開始した。この時アンリは260騎のフランク騎士を率いていたとされるが、対するラスカリスはこれ以上の規模の軍勢を率いていた。しかしラスカリス自身が自由に指揮できたのはほんの一握りのフランク人傭兵騎士だけであったとされる。セルジューク軍との戦闘で多くを失っていたからである。ラスカリスはリンダクス川沿いでの奇襲を試みたが、9月15日、逆にアンリはラスカリスの陣に攻撃を仕掛け、丸1日の戦闘の末にニカイア軍は散り散りに落ち延びた。この戦闘でラテン軍は圧倒的な勝利をおさめ、戦闘後アンリは何の抵抗も受けることなくニカイア帝国領内を進軍し、ニュンファイオン（Nymphaion）にまで侵攻した。
戦争はその後も続き、最終的には1214年に締結されたニンファエウム条約によって終結した。この条約によって、ラテン帝国はミシュア地域の大半の支配権を手に入れ、当地域内のKalamos村は無人化されたうえで両国の国境となった。

### ニカイアの反撃 (1214年)
ニュンファイオン条約の締結後、ニカイア帝国の建国者テオドロス1世ラスカリスが崩御した。テオドロス1世の死後、ニカイアでは暴動が勃発したが、この暴動を鎮圧した東ローマ貴族ヨハネス3世ドゥーカス・ヴァタツェス（テオドロス1世の娘婿）が頭角を現し、結果的にニカイア皇帝の座を継承した。しかしヨハネス3世の皇位継承に異を唱える貴族がいた。先の皇帝テオドロス1世の兄弟でセバストクラトル（東ローマ宮廷における上級爵位の1つ。）の座に就いていたアレクシオス・ラスカリス、イサキオス・ラスカリスの両名である。彼らはヨハネス3世に対して反乱を起こし、当時のラテン皇帝ロベール1世に支援を要請した。ラテン帝国軍の先導としてアレクシオス・イサキオス両名はニカイア帝国に向かって進軍した。両軍はポイマネノン（Poimanenon）の大天使ミカエルを祭る教会の側で対峙した。その後、両軍は激突し、ニカイア軍が決定的な勝利を収めた。ニカイア軍は捕虜を捕縛し、その中にはアレクシオス・イサキオスの両名が含まれていた。彼ら兄弟はその後政治的慣例に則って失明させられた。
ポイマネノンでの勝利は、ニカイア帝国にとってアナトリアに残るラテン諸侯の領土奪還事業の第一歩となった。対するラテン帝国は小アジアのニカイア帝国に加えギリシャのエピロス専制侯国からの圧力も受けたため、ニカイア帝国との和平を望むようになり、1225年に両帝国は和平条約を締結した。この条約に基づいて、ラテン帝国はボスポラス海峡東岸部・ニコメディアと周辺地域を除くすべての小アジアにおける領土を放棄した。

### 紛争の激化 (1214年–1235年)
1228年にラテン皇帝ロベール1世が崩御したのち、シャンパーニュ出身のフランス騎士ジャン・ド・ブリエンヌが摂政となり帝国の運営に当たった。1230年、エピロス専制侯国がクロコトニツァの戦いでブルガリア帝国に大敗を喫したことで、ラテン帝国はエピロスの脅威から解放され、ニカイア帝国との争いに集中できるようになった。一方のニカイア帝国はギリシャへの遠征を企図し、ニカイア皇帝ヨハネス3世ドゥーカス・ヴァタツェスはブルガール人との同盟を締結した。そして1235年、ニカイア・ブルガリア両帝国はラテン帝国への共同遠征を開始した。

### ニカイア・ブルガール連合軍による帝都包囲 (1235年)
1235年、ニカイア皇帝ヨハネス3世ドゥーカス・ヴァタツェス・ブルガリア皇帝イヴァン・アセン2世率いる連合軍に首都コンスタンティノープルを包囲されているラテン皇帝ジャン・ド・ブリエンヌの下に、群島公国の領主アンジェロ・サヌード公が艦隊を率いて援軍として馳せ参じた。結局、連合軍の包囲戦は失敗に終わった。連合軍は秋の内に撤退し、両皇帝は翌年も包囲戦を執り行う旨の合意を取り交わした。しかし翌年、イヴァン・アセン2世はブルガリア軍の派遣を拒否した。1237年、ラテン皇帝ジャンが亡くなった際、ブルガリア帝国はニカイア帝国との同盟を破棄した。これはイヴァン皇帝自身が次期ラテン帝国の摂政に任じられる可能性があったためである。
その後、アンジェロ公の父の仲介を経て、ブルガリア帝国・ラテン帝国は2年間契約の同盟を締結した。

### ニカイア帝国の進撃 (1235年–1259年)
1235年の連合軍による包囲から首都を守り抜いたラテン帝国ではあったが、ラテン帝国の置かれた状況は依然よろしくなかった。これより26年の間、ラテン帝国は徐々に徐々に領土をむしばまれていき、一方のニカイア帝国は勢力を広げ続けていった。1247年には再びコンスタンティノープルがニカイア帝国に包囲されたが、コンスタンティノープルの強固な城壁に守られて辛うじてニカイア軍の攻撃を耐えしのぎ、ニカイア軍を岬に押しとどめることができた。

### ペラゴニアでの決戦 (1259年)
数年間にわたる戦役を優位に進めたニカイア帝国は1259年春、ラテン帝国に対する攻勢を強め、エグティアナ街道沿いに進軍してオフリド・デアヴォリスといった諸都市を占領した。ニカイア軍は手早く行軍していたため、西マケドニア地方の都市カストリアにて野営をしていたエピロス専制侯ミカエル2世アンゲロス・コムネノスは意表を突かれた。ニカイア軍がエピロス軍に攻撃を仕掛けるためにヴォデナを通過して進軍を続けたという報告を受けたエピロス軍は大慌てで出立の仕度をはじめ、ピンドス山脈を超えヴロラ、ベルグラーデへ撤退した。（ミカエル2世の同盟者シチリア王マンフレーディが占領する町であった。）エピロス軍は日に夜を継いで山道を強行したため、多くのエピロス兵が道中で命を失ったと伝わっている。
エピロス軍が敗走同然の撤退を行った後、同盟国シチリアはミカエル2世の軍勢の元に400騎の騎士を派遣した。また同じころ、アカイア公ギヨーム2世・ド・ヴィルアルドゥアン率いるアカイア公国・アテネ公国・群島公国・ネグロポンテ三頭政治国の連合軍がエピロス軍の下に進軍していた。
このころニカイア帝国を牛耳っていた東ローマ貴族ミカエル8世パレオロゴスは、ラテン帝国とその同盟軍との全面的な会戦を望んでおらず、ラテン軍を分散させる戦略を思案していた。結果、この作戦は帝国に利することとなり、ペラゴニアでのニカイア帝国の大勝利に繋がり、東ローマ帝国の再興に大いに貢献した。

### コンスタンティノープル包囲 (1260年)
1259年夏の決戦：ペラゴニアの戦いによってミカエル8世パレオロゴスの主要な敵は皆戦死・捕囚・または亡命生活を送るなどしていた。よって、彼は遂に帝都コンスタンティノープルの征服に目を向けることができた。ミカエル8世はランプサコスで冬越しをした後、1260年にダーダネルス海峡を超えたのち、自軍を率いてコンスタンティノープルに進軍した。
ミカエル8世は包囲戦に先立って、コンスタンティノープルの周辺に点在する砦や居住区を制圧し、同時にガラタ塔に攻め上った。今回の戦闘は大規模な戦闘となった。数台の攻城兵器が用いられ、城壁のふもとでは坑道戦が繰り広げられた。ミカエル8世は人目に付く小高い場所から自らこの包囲戦の陣頭指揮を執った。ガラタ塔は内部の住民の支援やコンスタンティノープル市街からの援軍を受け、ニカイア軍の攻撃を耐え凌いだ。ミカエル8世はこの状況を見て、敵方にさらなる援軍が集結する可能性を考慮し、包囲を解いて撤退した。
同年8月、ミカエル8世はラテン皇帝ボードゥアン2世と1年間の休戦条約を締結した。今回の包囲は失敗に終わったもののミカエル8世はさらなる包囲戦を計画した。そして1261年3月、ミカエル8世はジェノヴァ共和国とニュンファエウム条約を締結し、ジェノヴァ共和国の海軍力ニカイア帝国に対する提供と、その見返りにジェノヴァ商人への帝国での通商権の付与が取り決められた。またこの条約はジェノヴァの仇敵ヴェネチア共和国に対しても適応された。

### 東ローマ帝国の復活 (1261年)

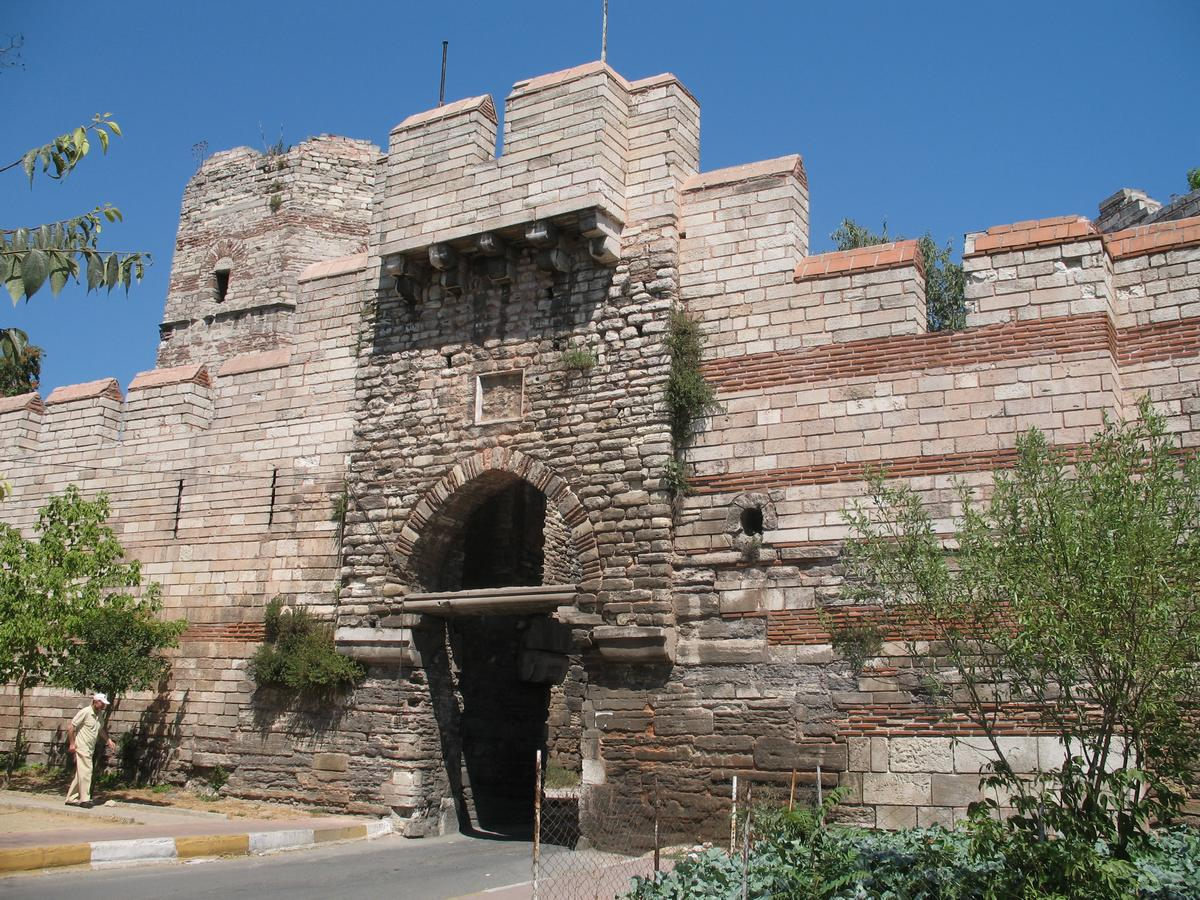
The Gate of the Spring (Pege) or Selymbria Gate, through which Strategopoulos and his men entered Constantinople on July 25, 1261

1261年7月、ラテン帝国との1年間の休戦条約が失効する約1か月ほど前、ニカイア帝国の指揮官アレクシオス・ストラテゴポウロスは約800人ほどの先遣部隊（大半はクマン人戦士であった。）を引き連れ、ブルガリア兵の様子とコンスタンティノープルにおけるラテン帝国軍の守備の様子を探るべく帝都近くに派遣された。しかし、ニカイア軍がコンスタンティノープルから西に約48㎞ほどの位置にあるセレンブリア村に到着した際、現地の農民から「ラテン帝国守備兵とヴェネツィア共和国艦隊は皆揃って、ニカイア帝国領のダフノウシア島に対する襲撃に向かうため、首都を空にしている。」という情報を聞きつけた。1261年7月24/25日夜、ストラテゴポウロスと彼の軍勢は闇夜に紛れて城壁に接近し、泉の門付近にあった泉の聖母マリア教会（Church of St. Mary of the Spring）に身を隠した。ストラテゴポウロスは配下の部隊から別動隊を派遣し、地元の農民の案内で城壁内の隠された道を通って城内に忍び入った。別動隊は城内から守備兵に奇襲を仕掛け内側から城門を開き、ニカイア軍を乱入させた。ラテン軍は完全に意表を突かれた形となり、短時間の戦闘の末に城壁はニカイア軍の手に落ちた。ニカイア軍侵入の報は大通りを通じて瞬く間に市内に伝わり、皇帝ボードゥアン2世以下、多くのラテン人居住者は港からの脱出を試みて金角湾の港に殺到した。ストラテゴポウロスの軍勢は沿岸部に連なっていたヴェネツィア人の建物と倉庫に火を放ち、彼らがそこで上陸するのを阻止した。ヴェネツィア艦隊はちょうどその時金角湾の港に帰還してきたため、ラテン人の多くはヴェネツィア艦隊によって救援され、ラテン人支配のおよぶギリシャ各地に避難することができたが、コンスタンティノープルはニカイア軍に奪い返された。今後2度と、ラテン人はコンスタンティノープルを征服することはなかった。
東ローマ系国家によるコンスタンティノープルの再征服は東ローマ帝国の再興事業のきっかけとなり、8月15日には生神女就寝祭の開催当日、皇帝ミカエル8世はコンスタンティノープルに入城し凱旋式を催した。そして同日、ハギア・ソフィア大聖堂で東ローマ皇帝に就任した。ミカエル8世と共にニカイア帝国の共同皇帝に就任していたヨハネス4世ラスカリスの皇位継承権は無視され、11歳という若さで失明させられたうえ、捕囚された。